# Andrea Klump
Andrea (Martina) Klump (Wiesbaden, 13 mei 1957) is een Duitse voormalige terroriste en sympathisant van de Rote Armee Fraktion. In 2001 werd Klump wegens een mislukte aanslag in 1988 in de Spaanse plaats Rota, waarbij een Britse familie werd gegijzeld, veroordeeld tot een gevangenisstraf van negen jaar. In 2004 werd ze als medeplichtige bij een moordpoging tot een totale straf van twaalf jaar veroordeeld. De beschuldiging van lidmaatschap van een terroristische vereniging liet men vallen.
Klump studeerde van 1976 tot 1981 antropologie met sociologie en politicologie in Frankfurt am Main. Nadat ze de studie afbrak dook ze in juli 1984 onder. Naar eigen zeggen ging ze in 1987 samen met Christoph Seidler, Horst Ludwig Meyer, Barbara Meyer en Thomas Simon naar Damascus, voordat ze voor een jaar in Libanon onderdook. Sinds 1995 woonde ze in Wenen. Klump werd op 15 september 1999 in Wenen gearresteerd en op 23 december 1999 aan Duitsland uitgeleverd. Bij de arrestatie van Klump kwam haar begeleider Horst Ludwig Meyer bij een schotenwisseling met de federale politie van Oostenrijk om het leven. Het is niet duidelijk waar Klump in de periode van 1988 tot 1995 verbleef.
Ze werd aangeklaagd voor de aanslag op Alfred Herrhausen (1989). De aanklacht tegen Klump en haar vermeende medeverdachte Christoph Seidler viel uiteen toen de kroongetuige zijn verklaring in een televisie-uitzending van de auteur van het boek Das RAF-Phantom herriep.
Op 28 september 2004 werd Klump, nadat ze een gedeeltelijke bekentenis had afgelegd, door het hoger gerechtshof in Stuttgart tot een totale gevangenisstraf van twaalf jaar veroordeeld. Ze was op de hoogte van de bomaanslag op Joodse immigranten uit Rusland in Boedapest op 23 december 1991 waarbij buspassagiers licht en twee Hongaarse politieagenten zwaargewond raakten. De onderzoekers hadden haar DNA in een woning in Boedapest gevonden waar ze met Meyer voor de aanslag verbleef.